# Grobowiec Eurysacesa
Grobowiec Eurysacesa – starożytny grobowiec piekarza Marka Wergiliusza Eurysacesa i jego żony Atistii, znajdujący się w Rzymie u zbiegu via Labicana i via Praenestina, obok bramy Porta Maggiore.
Marek Wergiliusz Eurysaces był wyzwoleńcem, który zbił fortunę na handlu wypiekami, przypuszczalnie zaopatrując w chleb armię rzymską. O jego statusie majątkowym świadczy już samo usytuowanie grobowca – tuż za murami miejskimi, przy skrzyżowaniu dwóch uczęszczanych dróg prowadzących do Rzymu. Budowla, wzniesiona u schyłku I wieku p.n.e., ma 10 m wysokości. Nadano jej trapezoidalny kształt. Konstrukcja wykonana została z betonu i obłożona z zewnątrz trawertynowymi płytami. Grobowcowi nadano formę pieca chlebowego, nawiązując w ten sposób żartobliwie do zawodu jego właściciela. Także urna, w której pochowano prochy Atistii, ma kształt koszyka na pieczywo. Na wieńczącym budowlę fryzie umieszczono relief ze scenkami przedstawiającymi kolejne etapy wyrobu chleba, od zakupu i ważenia ziarna po sprzedaż gotowego produktu.
Fasada grobowca jest obecnie częściowo zniszczona, w 403 roku cesarz Honoriusz ufortyfikował bowiem Porta Maggiore, a stojący obok grobowiec wbudował w obręb wieży obronnej. Budowla została wyeksponowana ponownie w 1838 roku, kiedy to na polecenie papieża Grzegorza XVI fortyfikacje te zostały rozebrane.